# Чуприново
Чуприново (пол. Czuprynowo) — село в Польщі, у гміні Кузьниця Сокульського повіту Підляського воєводства.
Населення — 136 осіб (2011).
У 1975-1998 роках село належало до Білостоцького воєводства.

## Демографія
Демографічна структура станом на 31 березня 2011 року:
|          | Загалом | Допрацездатний вік | Працездатний вік | Постпрацездатний вік |
| -------- | ------- | ------------------ | ---------------- | -------------------- |
| Чоловіки | 69      | 12                 | 42               | 15                   |
| Жінки    | 67      | 9                  | 36               | 22                   |
| Разом    | 136     | 21                 | 78               | 37                   |